# 21284 Pandion
21284 Pandion este o planetă minoră (asteroid), cu un diametru de 28,55 km, din Asteroid troian al lui Jupiter. A fost descoperită pe 5 octombrie 1996 la Observatorul European Austral de Eric Walter Elst și a fost numită după Pandion I⁠(d). 
Obiectul prezintă o orbită caracterizată de o semiaxă mare de 5,2293189 UAi, o excentricitate de 0,101, o înclinație de 7,03365 ° în raport cu ecliptica.